# Högerhänthet
Högerhänthet innebär att använda höger hand som huvudhand, till skillnad från vänsterhänthet där vänster hand har motsvarande roll. Biologiskt betyder det att vänster hjärnhalva är dominant. Olika studier visar att 70 till 90 procent av världens befolkning är högerhänta, snarare än vänsterhänta eller tvåhänta.
Högerhänthetens större frekvens jämfört med vänsterhäntheten har bland annat lett till att alla, oavsett vilken huvudhand man har, hälsar med höger hand när man skakar hand.